# 郵便馬車

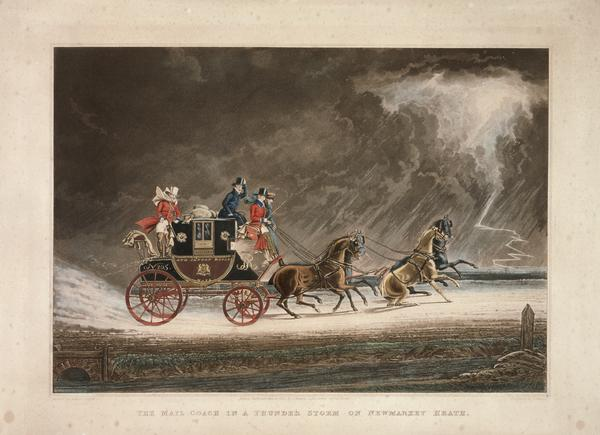
郵便事業を示す黒とえんじで装飾されたメールコーチ。1827年の英国サフォーク州ニューマーケット近郊。監視役が後方に立っていることがわかる。

郵便馬車（ゆうびんばしゃ）は、馬車による郵便輸送、および、その郵便輸送に使用された馬車を指す。欧州では郵便と共に一般乗客も乗せて運んだ、長距離移動用途の馬車の一種でもあった。

## 概要
英国では1784年から郵便を輸送するために馬車が用いられ、これはメールコーチ (mail coach) とよばれた。
日本で言う馬車の一種であり、英語ではキャリッジに相当するもの。欧州各国において馬車用語としての郵便馬車とは、単に馬車を郵便に用いたものを指すのではなく、具体的な仕様が定まったもの（規定）を指す。また、一般乗客の人数は基本は4人からという少人数乗車用であり運賃的には割高で、一般に裕福層が利用した。英国ではメールコーチは1850年代に鉄道網に置き換えられた。
フランスでは、1791年から郵便輸送に馬車が用いられるようになり、これはマル＝ポスト (malle-poste) とよばれた。日本では明治初期の郵政事業開始時の1870年代から郵便輸送に馬車が用いられた。東京では1925年（大正15年）まで使われていた。1951年に岡本敦郎の「あこがれの郵便馬車」がヒットしたが、この頃はすでに実物は廃れていた。
郵便輸送用途に使用されたメールコーチやマル＝ポストも郵便馬車と記されるがその内容は異なっている。欧州の郵便馬車はコーチタイプで外界と区切るための客室が設けられており、郵便輸送と同時に有料で乗客も運んでいたが、日本では郵便物の輸送用途のみであり、サスペンションはついていたが屋根はなく、荷台に幌をかぶせた車両を引く馬車スタイルだった。

## 英国
英国では、1784年から郵便を運ぶために馬車を用いた。これはメールコーチ(mail coach)と呼ばれた。この車両は4頭立てで4人が客室内に乗車できた。のちには御者と同じように客室外にもっと多人数が乗れるようにもなった。郵便は後部に設けられた箱に入れられ、郵便局の職員が見張りとしてついた。1805年から使われたサスペンションを装備したメールコーチはメール・フェートン(Mail Phaeton)ともよばれそのスタイルも優雅といわれた。
この郵便馬車（メールコーチ）は郵便輸送のための停車しかしなかったため駅馬車（ステージコーチ）よりも速く目的地に着いたが、それと引き換えに乗客にとっては快適なものではなかった。英国では1840年代から1850年代にかけてメールコーチは次第に姿を消し、その役割は鉄道網が発達するに従い貨物列車に置き換わった。

### 歴史
郵便輸送サービス業務は英国で1635年に開始されたが、その後150年もの間まったくおなじ形態で存在し続けた。馬に乗った運び人が郵便局間を移動し、郵便局員が自分の地区の郵便物を抜き取り、他地区への郵便物を追加し次の配達人に引き渡した。配達人はしばしば強盗（ハイウェイマン）の獲物とされた。そのシステムは不十分だった
。
サマセットのバースで劇場を経営していたジョン・パーマーは、それ以前に劇場から劇場へ出演者と舞台装置一式を輸送する仕事をおこなっていた。パーマーは、この馬車によるサービス業務が国全体に郵便物を輸送することにも応用できるのではないかと考え、1782年にロンドン郵便局に対し提案をおこなったところ、これが受け入れられることとなった。当初、局員らからの抵抗があったが、最終的には、英国大蔵省大臣のウィリアム・ピットがパーマーに対しブリストル＝ロンドン間を試験的に走らせて見ようと許可を与える。古い制度の下では郵便物輸送は38時間かかっていた。パーマーが資金提供して作成したコーチ（馬車）は1784年8月2日の午後4時にブリストルを出発し、ロンドンに16時間後に到着した。
これに印象をよくしたピットは新たな路線も認可し、1785年末にはロンドン＝ノリッジ、リヴァプール、リーズ、ドーバー、ポーツマス、プール、エクセター、グロスター、ウスター、ホリヘッド、カーライルを結んだ。エディンバラへのルートも翌年追加される。パーマーは郵便業務の会計監査兼検査業務を担当する総支配人(Surveyor and Comptroller General of the Post Office)としての地位を得た。
当初は、馬車、馬、御者はすべて、業務契約した者が提供する必要があった。しかし規定の固定収入に加え乗客に運賃を課すことができたので契約を勝ち取るために非常に熾烈な駆け引きがおこなわれた。19世紀初頭に郵便局自身がコーチを運用するようになる。このコーチは黒色とえんじ色（スカーレット）の色で塗られていた

。初期のコーチはつくりが悪かったが、1787年、郵便局がジョン・ベサント(John Besant)が改良して特許を取得したデザインを適用、ベサントはパートナーのジョン・ビドラーとコーチサービス業務の独占提供をおこない、またその運行サービスも事実上独占した。
1830年になり鉄道の発達により、メールコーチ業務は衰退に向かう。1830年11月11日に鉄道による最初の郵便物輸送がリバプール＝マンチェスター間でおこなわれた。1840年代初頭にはその他の鉄道郵便網も整備され、コーチによる郵便輸送が消えていくことになった。地方でのメールコーチは1850年代まで続いたが、次第に鉄道に置き換わっていった。

### 旅
メールコーチは当初、運転手席が外側で中に4人が乗車するようデザインされていた。郵便の輸送だけではなく同時に乗客を乗せたのだった。コーチ内でただ一人の郵便局員である監視役は後部外側におかれた郵便物箱のとなりに位置した。後により多くの乗客が乗車できるようになったが運転手と並んで客室外に座らねばならなかった。コーチは悪路を走行したため客室内でもその旅は快適とは言いがたく、また、坂道を登るときには乗客は車両から降りたものだった（チャールズ・ディケンズが二都物語の冒頭で記述している）。コーチは夏は平均7〜8mph（11〜13km/h）、冬は平均5mph(8km/h)で走行した。ビクトリア女王時代になると道路が改善され10mph(16km/h)くらいまで出せるようになった。馬は10〜15マイル（16〜24キロ）毎に馬屋（ステーブル:Stable）で別の馬と交換した。郵便を収集するための停車は短時間で、走行しながら郵便物を監視役が投げ出し郵便局からひったくるようにして受け取ることで停車しないこともあった。
旅費は長距離移動用途に通常用いられた（日本で駅馬車と訳される）ステージコーチよりも、メールコーチでは1マイル当たりおよそ1d（1古ペンス）高かった。しかし快速であり概して込み合わずまた清潔だった。ステージコーチでは混雑が常態化しており、重心も高くなり転覆の危険性も高かった。メールコーチには乗客数および荷物数に制限があった。メールコーチでの旅はほとんどが夜間だった。夜間は道がすいていてより速いスピードをだせたためである。
監視役はブランダバス（ラッパ銃）と拳銃2丁で武装し、深紅色と金色の郵便局員の服装で乗車した。郵便馬車ではこの監視役がハイウェイマンと呼ばれた盗賊から郵便物を守っていた。ステージコーチと間違ったというのが盗賊の言い訳としてよくいわれた
。
金で買われることを防ぐため、また、よりよい仕事をしてもらうために、監視役には高額な給与と恩給が支払われた。郵便輸送を成し遂げることが責任範囲であったので、馬車が走行ができなくなったときには自分の足で運ばなければならなかった。運転手は馬車とともに移動しなければならないためその地に残った。監視役は室外にいたため厳しい冬季には死に至ることもあった。ガード役にはタイムピース(timepiece)とよばれた懐中時計、およびポストホーン(post horn)とよばれた郵便ラッパが貸与された。懐中時計はスケジュール通りに運行するためであり、郵便ラッパは郵便の到着を郵便局に知らせるため、および、途中の料金所でゲートを開けてくれるように合図するためのものだった。馬車が停止させられたときは料金を求められた。馬車は通行優先権を持っていたのでラッパは道の他の利用者に対し馬車が近づいたことを知らせると同時に道を譲るようにうながすためのものでもあった。

## フランス
フランスでは、1791年に英国同様、それまで一頭の馬に一人が乗馬するスタイルの郵便輸送から馬で車両を引かせる馬車利用の輸送に切り替えられた
。フランスではこの郵便馬車をマル＝ポスト(malle-poste)といった。マル＝ポストには、小型のものと大型のものとが用いられた。小型は1頭立て2輪馬車であるキャブリオレに手紙箱が取り付けられたもの。大型は英国同様4人の乗客を乗せられる馬車で、折りたたみ幌式のカレーシュやクローズタイプの客室をもつベルリーヌが用いられた。
ディリジェンスとよばれた遠距離用乗合馬車に比べ郵便馬車は乗車人数がすくないため、乗車賃も割高であり、地方の代議士など身分の高い人々が利用したほか、地方周りのセールスマンなども利用した。郵便馬車に乗るだけでステータスをあらわした。また、4人分を支払うことができるのであれば貸切も可能だったので他人に知られずに行動したいときにも利用できた。マル＝ポストも英国のメールコーチ同様、乗車時間は短くてすんだが乗り心地は悪かった。
1830年からの七月王政は英国風に四頭立て快速馬車となり、パリと地方都市を結ぶ用途にはベルリーヌが、地方都市同士を結ぶ用途には折りたたみ幌式のブリスカが用いられるようになった。これらによって従来の半分の時間で到着することができるようになった。より一層早く到着するために車体も小さくなりさらに乗り心地は悪くなった。また、途中下車時間である食事の時間も切り詰められた。1810年代には一日4回あった食事が快速馬車となってからは一日一回となりしかも5分から10分であるにもかかわらず非常に高価な支払いを求められた。